# Mitchell Frear
Mitchell Frear (* 12. September 1993 in Queenstown) ist ein neuseeländischer Eishockeyspieler, der seit 2015 erneut bei der Southern Stampede in der New Zealand Ice Hockey League spielt.  

## Karriere
Mitchell Frear begann seine Karriere bei Southern Stampede. Für das Team aus seiner Geburtsstadt Queenstown debütierte er bereits 2008 in der New Zealand Ice Hockey League. Nachdem er mit Stampede dreimal (2009, 2011 und 2012) neuseeländischer Vizemeister geworden war, wechselte er zum Ligarivalen Dunedin Thunder, für den er zwei Spielzeiten absolvierte. 2015 kehrte er nach Queenstown zur Southern Stampede zurück und wurde mit dem Klub sogleich neuseeländischer Meister.

### International
Im Juniorenbereich spielte Frear für Neuseeland bei den U18-Weltmeisterschaften 2009 in der Division III und 2011, als er als bester Spieler seiner Mannschaft ausgezeichnet wurde, in der Division II sowie bei den U20-Weltmeisterschaften 2012, als er erneut zum besten neuseeländischen Spieler gewählt wurde, und 2013 jeweils in der Division III. 2011, 2012 und 2013 war jeweils Mannschaftskapitän der neuseeländischen Auswahl.
Sein Debüt in der Herren-Nationalmannschaft gab der Verteidiger bei der Weltmeisterschaft 2014 in der Division II. Auch 2015 und 2016 spielte er mit den Neuseeländern in der Division II.

## Erfolge und Auszeichnungen
- 2015 Neuseeländischer Meister mit der Southern Stampede